# Cosmisoma brullei
Cosmisoma brullei är en skalbaggsart som först beskrevs av Étienne Mulsant 1862.  Cosmisoma brullei ingår i släktet Cosmisoma och familjen långhorningar.
Artens utbredningsområde är:
- Paraguay.
- Uruguay.

Inga underarter finns listade i Catalogue of Life.